# Гаплогруппа E1b1b (Y-ДНК)
Гаплогруппа E1b1b (M215) — гаплогруппа ДНК Y-хромосомы человека. Наряду с E1b1a (M2) и E1b1c (M329) является частью гаплогруппы E1b1 (P2).
В свою очередь, E1b1b делится на три субклады: гаплогруппа E1b1b*, гаплогруппа E1b1b1 и Гаплогруппа E1b1b2.

## Происхождение

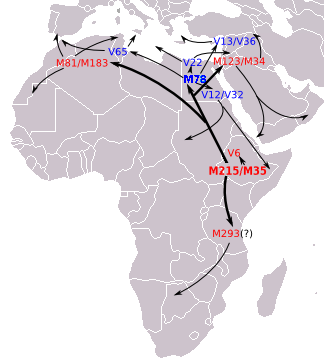
Древние рассеяния основных линий E-M215 и E-M35

Гаплогруппа E1b1b-M215 образовалась 41300 л. н. (95% доверительный интервал 44100—38500 л. н.), последний общий предок современных носителей M81 жил 24000 л. н. (95% доверительный интервал 25900—22200 л. н.).
Вопрос о том, где возникла гаплогруппа E1b1b окончательно не решён (Восточная Африка или Средний Восток). В настоящее время большинство исследователей склоняются в пользу Восточной Африки (возможно, район современной Северной Эфиопии).
Относительно времени возникновения также нет единого мнения. Это связано с тем, что некоторые исследователи при определении возраста гаплогруппы используют так называемые эволюционные поправки Животовского, которые увеличивают первичный возраст примерно в 2-3 раза. Другие же исследователи не согласны с использованием этих поправок.

## Распространение
Гаплогруппа E1b1b встречается в Африке (Восточная, Северная и Южная), Европе (Юго-Восточная и Южная) и Западной Азии. Поскольку данная гаплогруппа не встречается у неолитического населения Европы и носит прибрежный характер, то её распространение в северном Средиземноморье связывают с миграциями финикийцев, к которым данная группа генов могла попасть от древних египтян. Среди европейцев высокая степень концентрации (27 %) данной гаплогруппы присутствует у греков.
Небольшая доля распространения этой гаплогруппы среди русских связана с казаками, имеющими балканское происхождение

### E1b1b*
В настоящее время неклассифицированная гаплогруппа E1b1b* обнаружена лишь у трёх человек. Fulvio Cruciani с соавторами в 2004 году были найдены 2 мужчины E1b1b* среди 34 эфиопских амхара, а Alicia M Cadenas с соавторами в 2007 году обнаружили одного мужчину гаплогруппы E1b1b* в Йемене (из 62 человек).

### E1b1b1
Гаплогруппа E1b1b1 является основной субкладой гаплогруппы E1b1b.

### E1b1b2
Вероятно, гаплогруппа E1b1b2 (M281) малочисленна. В настоящее время гаплогруппа E1b1b2 обнаружена лишь у 7 человек.
Ornella Semino с соавторами в 2002 году были выявлены 2 мужчины E1b1b2 среди 78 обследованных эфиопских оромо. Beniamino Trombetta с соавторами в 2011 году сообщили, что у пяти эфиопских мужчин, объявленных Fulvio Cruciani и соавторами в 2008 году как E1b1b* (M215), были выявлены нисходящие SNP-мутации M281 и V16.

## Палеогенетика

### Эпипалеолит
Натуфийская культура
- I1690 | NAT6 ― Raqefet Cave — Далият-эль-Кармель, Хайфский округ — Израиль — 11840–9760 BCE — М — E1b1b (CTS4345) : H.[10]

### Неолит
Михельсбергская культура
- BERG157-4 — Saulager — Бергем, Верхний Рейн, Гранд-Эст — Франция — 4300–3900 BC — М — E1b1b : X2b.[11]

### Железный век
Латенская культура
- CLR11 — Le Cailar — Ним (округ), Гар (департамент), Окситания — Франция — 400–300 BC — М — E1b1b : U8.[11]

### Средние века
Кривичи
- Bolshevo1 | 5666 — Болшево-1 — Загорянский, Щёлково (городской округ), Московская область — Россия — XII в. — М — E1b1b[источник не указан 1395 дней].